# اوالونا
اوالونا (به اسپانیایی: Eva Luna) سریال داستانی روزانه‌ای است که محصول همکاری دو استودیوی ونویژن و یونیویژن است. از جمله نقش‌آفرینان آن بلانکا سوتو و گای ایکر را می‌توان نام برد.

## داستان
در لس آنجلس داستانی عاشقانه حول شخصیت اوا گونزالز (ایزابلا دونتاس) زن جوانی ست با زیبایی فوق العاده، تهیدست و سخت کوش. مانند همه کسانی که مهاجرت می‌کنند، اوا با پدر و خواهر کوچکترش در جستجوی زندگی بهتر به کالیفرنیا می‌رسد. با این حال اوا نمی‌تواند تصور کند که برای اینکه خوشبخت باشد، چه چیزهایی را باید تحمل کند؛ چرا که زندگی اش با رازهایی خانوادگی، دروغ‌ها، نیرنگ و جاه طلبی‌های خانواده‌ای قدرتمند گره خورده‌است.

## بازیگران
- بلانکا سوتو در نقش
- ایزابلا دونتاس در نقش اوا گونزالز
- لورنزو دومینگز در نقش دانیلا ویلانئووا
- پابلو لوگچو در نقش لئوناردو اریسمندی
- ونسا ویللا در نقش ویکتوریا اریسمندی
- ایگنوسیا النزا در نقش مارسلا اریسمندی
- سارا اسکولا در نقش کلودیا
- صوفیا مورالس در نقش آلیسیا گونزالز
- استفان ترادوس در نقش جولیو اریسمندی
- کلارا آگوستا در نقش جوستا والدز
- مونیکا انتوزا در نقش رناتا کوئروو
- پاتریک لنزو در نقش دبورا گونزالز
- لاوینیا گارسیا در نقش لوریتا ویلانئووا
- سباستین آلدرا در نقش فرانسیسکو کونتی